# Пахельбель, Иоганн
Иоганн Кристоф Па́хельбель (нем. Johann Christoph Pachelbel, 1 сентября 1653 года, Нюрнберг — 3 марта 1706 года, там же) — немецкий композитор и органист. Творчество Пахельбеля — одна из вершин южнонемецкой органной музыки периода барокко. Наиболее значителен вклад Пахельбеля в развитие протестантской церковной музыки.
Пахельбель известен как автор Канона ре мажор, Чаконы фа минор, Чаконы ре минор и Токкаты до минор для органа, а также клавирной сюиты (арии с вариациями) «Гексахорд Аполлона» («Hexachordum Apollinis»).

## Биография
Пахельбель родился в Нюрнберге и был крещён 1 сентября 1653 года. Точная дата его рождения неизвестна, но, видимо, родился он в августе. Первоначальное музыкальное образование ему дали Генрих Швеммер, кантор церкви св. Себальда, и Георг Каспар Веккер, органист в той же церкви. В 15 лет Иоганн поступил в Альтдорфский университет. Во время обучения он работал органистом в одной из церквей. Однако он вынужден был бросить университет, не проучившись и года, из-за финансовых затруднений.
Позже Пахельбель стал учеником заведения Gymnasium poeticum в Регенсбурге, где дирекция школы, впечатлённая способностями Иоганна, разрешила ему изучать музыку вне гимназии под руководством Каспара Пренца, ученика Иоганна Каспара Керля. В 1673 году Пахельбель стал вторым органистом собора Св. Стефана в Вене.
Проведя несколько лет в Вене, в 1677 году Пахельбель переехал в Эйзенах, где получил должность придворного органиста Иоганна Георга, герцога Саксен-Эйзенахского. В Эйзенахе он сблизился с семьёй Бахов, стал близким другом Иоганна Амброзия Баха, отца Иоганна Себастьяна Баха и обучал его детей. Дружба между Бахами и Пахельбелем сохранилась и после переезда последнего в Эрфурт: Пахельбель стал крёстным дочери Иоганна Амброзия, Иоганны Юдифи, и обучал его сына Иоганна Кристофа.
В Эйзенахе Пахельбель провёл всего год: умер брат его работодателя, и в период траура количество музыкантов при дворе было сокращено, в результате чего Пахельбель остался без работы. Взяв рекомендацию у капельмейстера И. Э. Эберлина (в которой Пахельбель был назван «совершенным и редкостным виртуозом»), он покинул Эйзенах 18 мая 1678 года.
В июне 1678 года он получил должность органиста в эрфуртской Предигеркирхе, где проработал 12 лет. Заслужив репутацию совершенного органиста и композитора, Пахельбель стал одним из самых известных немецких композиторов во время работы в Эрфурте (возможно, потому, что ему по должности приходилось сочинять хоральные прелюдии и другую музыку).
Во время пребывания в Эрфурте Пахельбель дважды вступал в брак. Первой его женой (свадьба состоялась 25 октября 1681 года) стала Барбара Габлер, но она умерла вместе с сыном во время чумы 1683 года. Во второй раз Пахельбель женился на Юдифи Дроммер (24 августа 1684 года). У них родилось 5 сыновей и 2 дочери. Двое из сыновей Пахельбеля, Вильгельм Иероним и Карл Теодор, также стали композиторами, авторами органной музыки, а ещё один сын, Иоганн Михаил, стал мастером музыкальных инструментов. Одна из его дочерей, Амалия, заслужила признание как художник и гравёр.
Несмотря на то, что Пахельбель был очень успешен как органист, композитор и преподаватель, он попросил разрешения на увольнение, видимо, в надежде найти лучшую работу. Разрешение было дано 15 августа 1690 года; не прошло и трёх недель, как он стал придворным органистом и музыкантом при Вюртембергском дворе в Штутгарте под патронатом герцогини Магдалены Сибиллы. Это место было лучше предыдущего, но вскоре Пахельбель вынужден был бежать из-за угрозы французского вторжения. Он возвратился в Нюрнберг, а оттуда переехал в Готу, где стал городским органистом 8 ноября.
Бывший учитель Пахельбеля и органист церкви св. Себальда Георг Каспар Веккер умер 20 апреля 1695 года. Городские власти настолько хотели, чтобы вакантное место занял Пахельбель, что вопреки обычаю не стали устраивать конкурс, а направили ему официальное приглашение. Пахельбель согласился и вернулся в Нюрнберг летом 1695 года; здесь он прожил остаток жизни. Похоронен на нюрнбергском кладбище Rochusfriedhof.

### Известность
Иногда говорят, что классическая музыка вечна и не подвержена капризам моды. Канон ре мажор Пахельбеля может служить как подтверждением, так и опровержением подобной точки зрения. Судя по частоте упоминаний Пахельбеля в газете Нью-Йорк Таймс, Пахельбель почти не был известен до 1930-х гг., когда его органные произведения, в частности, хоральная прелюдия «Vom Himmel hoch, da komm' ich her» («Я спускаюсь с небес на землю», очень популярная в Германии), стали исполняться регулярно:
| Десятилетие                                  | 1850е | 1860е | 1870е | 1880е | 1890е | 1900е | 1910е | 1920е | 1930е | 1940е | 1950е | 1960е | 1970е | 1980е | 1990е |
| Число упоминаний Пахельбеля в Нью-Йорк Таймс | 0     | 0     | 1     | 0     | 0     | 1     | 4     | 3     | 29    | 39    | 57    | 100   | 237   | 347   | 217   |

Канон ре мажор был впервые упомянут 15 марта 1871 г., тогда он ещё не был широко известен. Однако в 1977 г. он уже упоминается как «знаменитый канон Пахельбеля». Таким образом, этот канон является произведением, которому удалось в отрыве от своего исторического контекста завоевать известность на Западе — это показывает вечную ценность классической музыки. Однако, с другой стороны, это произведение не получило признания в своё время, и только благодаря изменчивости моды стало популярным, показывая, что и классика подвержена влиянию моды.

## Творчество

### Обзор творчества
При жизни Пахельбеля наибольшую известность приобрели его органные произведения (всего более 200). Кроме того, Пахельбель — автор многих духовных и светских сочинений в самых различных музыкальных формах: сюиты и вариации для клавесина, вокальные арии, магнификаты, мотеты, концерты. Большинство камерных произведений написаны в форме партит.
В музыке Пахельбеля прослеживается влияние итальянских и южнонемецких композиторов. Итальянское влияние можно обнаружить в самых ранних его датируемых работах — двух ариях 1679 года «So ist denn dies der Tag» и «So ist denn nur die Treu». По всей вероятности Пахельбель изучал музыку Иоганна Каспара Керля — влияние его явно прослеживается в некоторых чаконах Пахельбеля для органа. Влияние на творчество Пахельбеля также оказали Фробергер и некоторые французские композиторы.
Как композитора Пахельбеля больше всего интересовали вариационная форма и другие схожие с ней формы. Первой опубликованной работой Пахельбеля стал сборник хоральных вариаций. Эта же форма используется и во многих произведениях для органа. Знаменитый Канон ре мажор также написан в форме вариаций.

### Клавирное творчество
Бо́льшая часть церковной органной музыки Пахельбеля, в особенности, хоральные прелюдии, относительно проста и написана только для мануалов, педали органа здесь не используются. Отчасти это обусловлено лютеранской традицией пения хоралов, которое сопровождалось игрой на домашних музыкальных инструментах (вёрджинелах и клавикордах). Произведения Пахельбеля часто перелагались для исполнения на этих инструментах без педальной клавиатуры, которая отсутствовала у этих инструментов, композитор облегчал задачу аранжировщиков. Также простота произведений объясняется качеством имеющихся в распоряжении органов. Ни один из тех органов не сохранился до наших дней, но известно, что у эрфуртского инструмента было 27 регистров и 2 мануала (например, знаменитые органы Зильбермана имели иногда более 50 регистров и 3 мануалов). В церкви же св. Себальда в Нюрнберге у органа было только 14 регистров при двух мануалах.
Некоторые произведения (несколько хоралов, все ричеркары, некоторые фантазии) написаны с использованием белой мензуральной нотации. Такая система была широко распространена в XV веке, но в течение XVI—XVII веков постепенно вытеснена классической 5-линейной тактовой нотацией. Обычно Пахельбель использовал мензуральную нотацию для произведений, написанных в «старых стилях». Существует также версия, что такая нотация применялась Пахельбелем, чтобы исполнители, не знакомые с новой (по тем временам) системой, смогли прочесть ноты.

#### Хоралы
Основная часть корпуса органных произведений Пахельбеля состоит из литургических произведений: это около 70 хоралов и хоральных прелюдий (включая многочисленные произведения, написанные в Эрфурте) и более 95 небольших фуг к магнификатам. В хоралах Пахельбеля обычно 3 или 4 голоса, а хоральная мелодия (протестантская церковная песня, нем. Kirchenlied) хорошо различима (расположена обычно в сопрано или в басу). В основе нескольких фугированных обработок лежит церковная песня «Komm, heiliger Geist, Herre Gott».
Пахельбель ввёл в употребление новую музыкальную форму — небольшую хоральную фугу (фугу, в которой тема является частью хоральной мелодии — обычно, первой фразой), за которой следует трёх- или четырёхголосный хоральный cantus firmus. Фразы хоральной мелодии появляются постепенно, иногда побочные голоса предвосхищают появление следующей фразы. Ниже приведён пример из «Wenn mein Stündlein vorhanden ist»:
Произведение начинается с хоральной фуги, не приведённой здесь, которая преобразуется в четырёхголосный хорал, начинающийся с такта 35. Медленная мелодия хорала звучит в сопрано (она выделена голубым цветом). Нижние голоса предвосхищают форму второй фразы хорала в имитативной манере (заметьте выделяющийся рисунок из двух повторяющихся нот). Многие хоралы Пахельбеля построены по такой же схеме («Auf meinen lieben Gott», «Ach wie elend ist unsre Zeit», «Wenn mein Stündlein vorhanden ist»), которая вскоре стала стандартной.
В 1693 году был издан сборник, состоявший из 8 хоралов («Acht Chorale zum Praeambulieren»), где среди прочего содержались хоралы, написанные с использованием старого метода: «Wir glauben all' an einen Gott» с украшениями в хоральной мелодии, «'un lob, mein Seel, den Herren» (псалом 103), основанный на немецкой полифонической песне с cantus firmus в теноре, и «Jesus Christus, unser Heiland der von uns», двухчастный хорал.

#### Фугииричеркары
В последние годы жизни Пахельбель сочинил более 95 небольших фуг (фугированных прелюдий) для магнификатов. Обычно пение магнификата (на вечерне) либо сопровождалось игрой органиста, либо предварялось небольшой органной прелюдией, которая задавала тон хору. Пахельбель выбрал второй вариант, при этом большинство его фуг основаны на оригинальных мелодиях, а не на стандартных мелодических формулах магнификата.
Эти фуги объединены в группы соответственно восьми церковным ладам: 23 первого тона, 10 второго тона, 11 третьего тона, 8 четвёртого тона, 12 пятого тона, 10 шестого тона, 8 седьмого тона и 13 восьмого тона. Все эти фуги являются оригинальными сочинениями, кроме четырёх фуг пятого тона, которые являются транспонированными версиями фуг третьего тона. Большинство произведений трёхголосны, есть двух- и четырёхголосные фуги. Почти все фуги непродолжительны и просты по строению; среди исключений встречается несколько двойных фуг. Темы фуг варьируются от простых однотактных до длинных секвенций, как в случае фуги к магнификату шестого тона (№ 10):
Не считая фуг к магнификатам Пахельбель написал около 30 фуг, большинство из которых трёх- или четырёхголосные. Некоторые написаны в простой двухчастной форме. Во времена Пахельбеля фуга ещё не достигла вершины развития, и он стал одним из композиторов, внесших большой вклад в развитие этой формы. Неудивительно поэтому, что очень немного его произведений можно охарактеризовать как имитационные ричеркары, не признавая их строгими фугами. Пахельбель также стал одним из первых композиторов, соединившим фугу с небольшой предшествующей пьесой, такой как прелюдия или токката. Нововведение Пахельбеля быстро завоевало популярность у европейских композиторов (например, цикл «Хорошо темперированный клавир» И. С. Баха состоит из 48 прелюдий и фуг).
У многих фуг Пахельбеля есть общая черта — использование тем, в которых встречаются цепочки повторяющихся нот. Этот приём нередко применялся и до него, но Пахельбель часто доводил повторение до нескольких тактов. Вот, например, тема его фуги соль минор с 6 повторяющимися нотами:
Ещё более обширное применение этого приёма можно найти в фугах к магнификатам: тема фуги четвёртого тона (№ 4) содержит 8 повторяющихся нот, а фуги восьмого тона (№ 6) — 12 нот. Даже фуга со вполне обычной темой может содержать цепочки повторяющихся нот, как это происходит, например, в фуге восьмого тона (№ 12):
Однако наиболее впечатляющим примером использования этого приёма является не фуга, а окаймление хорала «Vom Himmel hoch», где в тактах 15 и 16 стоят 30 повторяющихся шестнадцатых. В дальнейшем подобные темы найдут очень широкое применение в творчестве Иоганна Генриха Буттштетта, наиболее оригинального и талантливого из учеников Пахельбеля.
Пахельбель сочинил 3 ричеркара. Все три являются многотемными и содержат пометку alla breve. Ричеркар до минор наиболее популярен в наши дни и чаще всего исполняется и записывается. Ричеркар фа-диез минор намного более интересен с музыкальной точки зрения: он написан в тональности, которая редко используется в барочной музыке по причине неприспособленности распространённой тогда системы настройки для игры в такой тональности. Используемый ныне равномерно темперированный строй начал входить в употребление немного позже. Возможно, это означает, что Пахельбель использовал свою систему настройки, о которой ничего не известно. Ричеркар до мажор, вероятно, является ранним произведением и содержит чередующиеся терции и сексты, так же, как и некоторые токкаты (см. ниже).

#### Чаконы и вариации
Большинство произведений Пахельбеля написаны для органа, поэтому неудивительно, что его приверженность вариационной форме лучше всего проявляется в органных произведениях, особенно в 6 чаконах для органа. Эти произведения более сложны и обладают более чётким строением, чем более ранние произведения в этом жанре, хотя и не так виртуозны и сложны гармонически, как, например, чаконы Букстехуде. Из всех произведений Пахельбеля для органа чаконы — одни из самых известных. Чакону фа минор называют одним из лучших его органных произведений.
В 1699 году в Нюрнберге был опубликован сборник под заглавием «Hexachordum Apollinis» («Гексахорд Аполлона»), который причисляют к шедеврам Пахельбеля. Сборник содержит 6 тем с вариациями в 6 тональностях (отсюда метафорическое название «гексахорд»). Произведения можно исполнять как на клавесине, так и на органе. Этот сборник Пахельбель посвятил Фердинанду Тобиасу Рихтеру и Дитриху Букстехуде. Темы не имеют названий, они пронумерованы «Ария 1»… «Ария 6». Последняя часть носит подзаголовок «Aria Sebaldina» («Себальдина»; подразумевается церковь св. Себальда, где Пахельбель в то время работал и где получил первое музыкальное образование). На вторую арию композитор написал 5 вариаций, на тему «Себальдины» — 8, а на остальные — по 6. Из всех опубликованных работ Пахельбеля «Гексахорд Аполлона» имел самое широкое распространение и сохранился в более чем десяти экземплярах в различных библиотеках Берлина, Лондона, Гааги, Рочестера и других городов.
Также Пахельбелю принадлежит несколько циклов вариаций на хорал. Четыре из них были опубликованы в 1683 году в Эрфурте под заголовком «Musikalische Sterbensgedanken» («Музыкальные мысли о смерти»). Название, возможно, связано со смертью первой жены Пахельбеля.

#### Токкаты
Большинство токкат Пахельбеля (а всего их около 20) состоят из быстрых пассажей в обеих руках, играемых при удерживаемых на педальной клавиатуре нотах или аккордах. В таком же стиле писали токкаты Фрескобальди и Фробергер. Ниже приведён типичный пример такого пассажа из Токкаты ре мажор:
Таким пассажам обычно предшествует простой музыкальный текст, который по природе тоже является импровизаторским, — как, например, в начале Токкаты ми минор, более известного произведения Пахельбеля. Однако позднейшие произведения Пахельбеля используют более простую технику, когда только два голоса взаимодействуют при удерживаемой педали, и само их взаимодействие относительно просто, а иногда вообще сводится к последовательностям терций, секст или децим, что можно увидеть в следующем примере:
Иногда один-два такта последовательно идущих интервала украшают в целом существенно более сложную токкату, иногда попадаются длинные цепочки таких интервалов, и существует даже несколько произведений, полностью основанных на такой технике. В целом токкаты Пахельбеля относительно просты и доступны, но токкаты ми минор и до минор, которым уделяется больше внимания, чем остальным, являются более сложными.

#### Фантазии
Пахельбелю принадлежат 6 фантазий. Три из них (ля минор, до мажор и одна из написанных в дорийском ре) написаны в размере 3/2, их части не соединены тематически. Другая фантазия в дорийском ре является отголоском одной из фуг магнификат, в ней одну тему сопровождают две побочных. Фантазии ми-бемоль мажор и соль минор являются вариациями итальянского жанра toccata di durezze e ligature. Оба произведения мягки, непринуждённы и текучи, со сложными пассажами в обеих руках и множеством хроматизмов. Они похожи на музыку Фрескобальди или Джованни де Мака.

#### Прелюдии
Почти все произведения, обозначенные как прелюдии, очень напоминают токкаты, поскольку в них тоже присутствуют виртуозные пассажи для обеих рук при удерживаемой педали. Однако большинство прелюдий намного короче токкат: изображённая ниже Прелюдия ля минор содержит всего 9 тактов, а Прелюдия соль мажор — 10. Единственное исключение — одна из прелюдий ре минор, которая похожа на поздние токкаты Пахельбеля и имеет намного бо́льшую длительность, чем все остальные прелюдии. В Прелюдии ля минор токкатного стиля не заметно:
Текстура похожей плотности присутствует в окончании одного из произведений ре минор (более короткого), когда три голоса участвуют в имитационном контрапункте.

#### Другие клавирные произведения
Пахельбелю приписывают более 20 сюит, хотя только в отношении трёх (написанных около 1683 года) авторство Пахельбеля доказано. В сюитах очевидно французское влияние, а также (в структуре) влияние Фробергера. Гармонически они очень разнообразны: в них задействованы 17 тональностей, в том числе фа-диез минор, редко используемый в барочной музыке. Эта тональность была неудобной из-за принятой в то время системы настройки инструментов. Другие произведения Пахельбеля в этой тональности — ричеркар для органа и камерная сюита.
Все сюиты выстроены по типичной немецкой модели (аллеманда, куранта, сарабанда, жига), но иногда между курантой и сарабандой вставлена дополнительная часть, обычно гавот или balletto. Последние менее сложны, чем основные, но содержат яркие и запоминающиеся темы.